# Jacques Dyssord
Jacques Dyssord, né le 4 janvier 1880 à Oloron-Sainte-Marie et mort  le 19 décembre 1952 à Villejuif, est un poète et écrivain français.

## Biographie
Édouard Jacques Marie Joseph Moreau de Bellaing naît en 1880 à Oloron-Sainte-Marie (Pyrénées-Atlantiques), petite ville du Béarn. Il est le deuxième enfant d’une famille ancienne originaire du Hainaut (Valenciennes) et le petit-fils du premier maire d'Oloron-Sainte-Marie en 1859, Edouard Louis. Après des études à Toulouse, chez les jésuites, il obtient une licence de droit. Son père espère une carrière militaire pour son fils, mais le jeune Édouard préfère l’écriture. Il décide d’aller au bout de sa passion et part s’installer à Paris malgré l’opposition familiale.
Il adopte comme nom d'auteur « Jacques Dyssord » et publie en 1909 son premier recueil de poèmes Le Dernier Chant de l’Intermezzo. Les milieux littéraires remarquent alors ce jeune noctambule épris de liberté, c’est le succès. Il fréquente Guillaume Apollinaire, Tristan Derème, Francis Jammes, Jules Supervielle et se lie d'amitiés avec Francis Carco, André Billy, André Salmon, Laurent Tailhade, Jérôme, Jean Tharaud et Paul-Jean Toulet.
Son œuvre est décrite par Robert Sabatier de l'Académie Goncourt — qui le qualifie de Poète fantaisiste — dans son Histoire de la Poésie Française - La poésie du XXe siècle, parue aux Éditions Albin Michel en 1982 :

« [...] Ces livres se caractérisent  par la sensibilité, la souffrance voilées par l'ironie, la fantaisie, le ricanement désespéré devant la mort qui envahit toute son œuvre. Le poète se fait d'une pertinente impertinence et va de l'affrontement hautain à l'arlequinade rococo, quasi cubiste. On n'est pas toujours éloigné de l'art d'Apollinaire, de Cocteau ou de Salmon […] »

Il est tour à tour poète, romancier, journaliste, essayiste, auteur de pièces de théâtre. Travailleur infatigable, son Béarn natal, sa vie de bohème, ses voyages à l’étranger (Autriche, Tunisie, Grande-Bretagne) ainsi que des personnages historiques l’inspirent.
Il écrit des chroniques, des nouvelles et des critiques littéraires, dans de nombreux journaux et revues, sous les pseudonymes de Jacques Dyssord mais aussi de Lazarille et de Jean Cardesse.
Parrainé par André Billy et Paul Brulat, il intègre la Société des gens de lettres (1929) et il est membre de l’Académie des lettres pyrénéennes.
Sa rencontre avec Marguerite Clot dite Margot va lui apporter la stabilité. Il adopte le fils de la jeune femme, William, qui mourra tragiquement au camp de Mauthausen en 1944, à l’âge de 32 ans.
Sous l'Occupation, Jacques Dyssord participe à la presse collaborationniste de Paris, en particulier La France au Travail, de Jean Drault et L'Appel de Pierre Costantini. À l'automne 1940, il fait ainsi paraître dans le premier nommé une série d'articles intitulés « Baudruches », dans lesquels il étrille les mauvais maîtres de la littérature française, accusés selon lui d'avoir moralement contribué à la défaite de mai-juin 1940. Pour ces raisons, il figure à l'automne 1944 sur la liste des écrivains interdits par le Comité national des écrivains. Jacques Dyssord se retire de la vie littéraire après la guerre et décède en 1952 à Villejuif.
J. Dyssord a habité au 288 rue de Vaugirard à Paris.

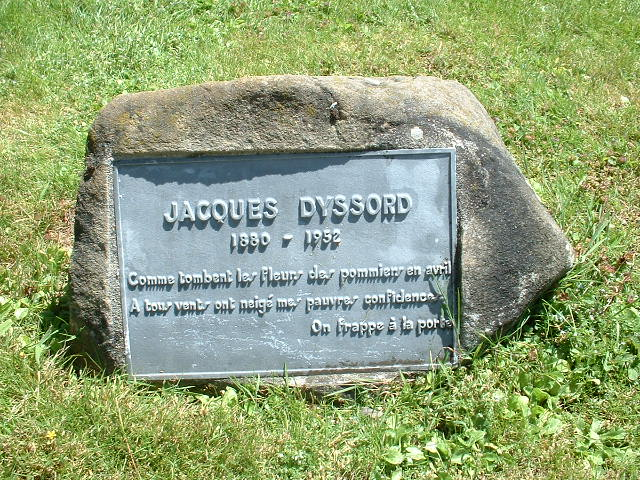
Stèle posée sur la pelouse du jardin des Poètes.

Une rue dans sa ville natale d'Oloron-Sainte-Marie et une stèle au jardin des Poètes avenue de la porte d'Auteuil (16e arrondissement de Paris) lui rendent hommage.

## Décoration
- Chevalier de la Légion d'honneur (12 janvier 1935)

## Publications
- Le Dernier Chant de l'Intermezzo, Grasset, 1909 Recueil de poèmes.
- L’Espionnage allemand à l’œuvre, Éditions et Librairie, 1915
- Les Allemands peints par eux-mêmes par André Tudesq et Jacques Dyssord, Éditions et Librairie, 1917
- La Paroisse du moulin rouge, Albin Michel, 1923
- Tropes, Champion, 1924 Recueil de maximes.
- La Confrérie de la dernière heure, Les Éditions du Monde Moderne, 1924 Essai sur le journalisme.
- Charlie chasseur, Grasset, 1924 et 1934 Roman picaresque pour les enfants de quarante ans.
- « Les Faisans », La Nouvelle revue critique, 1926
- « Joe ou la découverte du vieux monde », La Nouvelle revue critique, 1927
- On Frappe à la porte, Grasset, 1928 Recueil de poèmes.
- L’Aventure de Paul-Jean Toulet, gentilhomme de lettres, Grasset, 1928 Biographie de son ami Paul-Jean Toulet (1867-1920), romancier, poète.
- « L’Amour tel qu’on le parle », La Nouvelle revue critique, 1930, 1932 et 1933
- Mimes d’Hérondas, Denoël et Steele, 1930 Traduits en langage populaire par Jacques Dyssord avec 19 gouaches de Carlo Rim.
- Steinlein et la rue par Georges Auriol. St Lazare, Eugène Rey, 1930
- La Vie Amoureuse de la Dame aux camélias, E. Flammarion, 1930 Vie romancée d'Alphonsine Plessis dite Marie Duplessis (1824-47) courtisane.
- Londres secret, Éditions de la Madeleine, 1932 Récit vécu. Une excursion dans les bas-fonds de Londres.
- Ninon de Lenclos, courtisane et « honnête homme », Éditions Nationales, 1936 Vie romancée d'Anne Lenclos (1620-1705), femme de lettres.
- Les Dés sont jetés, Grasset, 1938 Recueil de poèmes.
- Le Diable en ménage, Éditions Littéraires de France, 1938, illustrations de Maurice Van Moppès.
- Le plus grand amour du chevalier de Boufflers, Éditions de France, 1938 Vie romancée du chevalier Stanislas de Boufflers (1738-1815).
- Le Cardinal de Retz, conspirateur né, Éditions Sorlot, 1938 Vie romancée de Jean-François Paul de Gondi (1613-1679), homme politique et écrivain.
- Les Belles amies de Monsieur de Talleyrand, Éditions Colbert, 1942 Vie romancée de Charles-Maurice de Talleyrand-Périgord (1754-1838).
- Un Conquistador moderne le Comte de Raousset-Boulbon, Éditions Sorlot, 1943 Vie romancée du comte de Raousset Boulbon (1817-1854).
- Les Belles amies de Talleyrand, Nouvelles Éditions Latines, 2001Réédition de l'ouvrage de 1942. Vie romancée de Charles-Maurice de Talleyrand-Périgord (1754-1838).

## Pour approfondir